# Anatolij Solovjov
Anatolij Jakovlevič Solovjov (rusky Анатолий Яковлевич Соловьёв, * 16. ledna 1948 Litevská SSR, SSSR) je bývalý sovětský, resp. ruský kosmonaut, v letech 1976–1999 člen oddílu kosmonautů CPK. Absolvoval pět kosmických letů, všechny na vesmírnou stanici Mir, první roku 1988, poslední v letech 1997/1998. Celkem strávil ve vesmíru 651 dní a 2 minuty, vykonal 16 výstupů do vesmíru o celkové délce 82 hodin a 21 minut. Počtem i délkou výstupů je první na světě.

## Život

### Mládí, letec
Anatolij Solovjov pochází z lotyšské metropole Rigy. Otec byl zámečník, matka pracovala v textilce, je ruské národnosti. Roku 1964 dokončil devět tříd střední školy a začal pracovat jako dělník, později zámečník. Současně ještě dva roky chodil do večerní školy. Roku 1967 byl přijat na matematicko-fyzikální fakultu Lotyšské státní univerzity, už v prvním ročníku však odešel a v březnu 1968 se stal zámečníkem v Lotyšském leteckém oddílu (Латвийский объединенный авиаотряд), současně si podal přihlášku do Černigovské vojenské vysoké letecké školy. Leteckou školu dokončil roku 1972, poté sloužil u průzkumného leteckého pluku na Dálném východě.

### Kosmonaut
Roku 1976 se zúčastnil 6. náboru do oddílu kosmonautů Střediska přípravy kosmonautů (CPK). Prošel lékařskými prohlídkami a 23. srpna 1976 byl v CPK zařazen na pozici kandidáta na kosmonauta. Absolvoval dvouletou všeobecnou kosmickou přípravu a v lednu 1979 získal kvalifikaci „zkušební kosmonaut“. Letci 6. výběru byli předurčeni pro pilotování raketoplánu Buran, proto byla součástí jejich výcviku i desetiměsíční stáž ve zkušebním středisku v Achtubinsku, během které získali kvalifikaci zkušebních letců.
Solovjov létal v Achtubinsku ještě od února 1979 do června 1981. Poté se vrátil do CPK. Po třech letech, v září 1984 se stal velitelem rezervní (třetí, s Alexandrem Serebrovem) posádky pro let na vesmírnou stanici Saljut 7. V září 1986 byl jmenován velitelem záložní posádky pro sovětsko-syrský let na stanici Mir, který proběhl v červenci 1987.
V listopadu 1987 postoupil na místo velitele 3. návštěvní expedice na Mir. Do vesmíru odstartoval z kosmodromu Bajkonur 7. června 1988 na palubě lodi Sojuz TM-5 s Viktorem Savinychem a bulharským kosmonautem Alexandrem Alexandrovem. Kosmonauti se společně se 3. stálou posádkou Miru věnovali experimentům sovětsko-bulharského programu Šipka, po týdnu se vrátili na Zem v Sojuzu TM-4.
V září 1988 utvořil dvojici s Alexandrem Balandinem, byli určeni rezervní posádkou pro 4. expedici na Mir. Po jejím startu postoupili do role záložní posádky 5. expedice, která se vydala na oběžnou dráhu v září 1989. Solovjov s Balandinem se poté chystali k letu jako 6. expedice. Odstartovali z Bajkonuru 11. února 1990 v Sojuzu TM-8. Na stanici vystřídali Alexandra Viktorenka a Alexandra Serebrova, pracovali na ní více než pět měsíců až do 9. srpna 1990, kdy se vrátili na Zem. Během letu dvakrát vystoupili do vesmíru.
V květnu – červnu 1991 tvořil s Andrejem Zajcevem rezervní dvojici pro 10. expedici. Od října 1991 už se Sergejem Avdějevem byl v záloze pro 11. expedici. Po jejím startu v březnu 1992 se oba připravovali k letu jako posádka 12. základní expedice. Potřetí vzlétl ke stanici Mir 27. července 1992 v Sojuzu TM-15, kromě Avdějeva ještě s Francouzem Michelem Tognini. Tognini se po týdenním pobytu na stanici vyplněném plněním programu Antarès vrátil se členy předešlé výpravy, Solovjov a Avdějev žili a pracovali na Miru do 1. února 1993, přičemž čtyřikrát vystoupili do vesmíru.
V dubnu 1994 byl jmenován velitelem 19. základní expedice na Mir a zálohy 18. expedice, jeho palubním inženýrem byl Nikolaj Budarin. V listopadu 1994 – únoru 1995 se s nimi připravovala astronautka NASA Bonnie Dunbarová. Ke stanici Mir Solovjov s Budarinem vzlétli 27. června 1995 v raketoplánu Atlantis (mise STS-71), na Miru zůstali dva měsíce a třikrát vystoupili do vesmíru, než je vystřídala mezinárodní rusko-německá 20. základní expedice. Přistáli v Sojuzu TM-21.
V září 1996 mu byla nabídnuta účast v první expedici na Mezinárodní vesmírnou stanici, kterou v říjnu 1996 odmítl. Nechtěl totiž pracovat v podřízeném postavení – velitelem expedice měl být Američan.
Od října 1996 se připravoval na pátý let jako velitel 24. základní expedice na Mir. S Pavlem Vinogradovem odstartoval 5. srpen 1997 v Sojuzu TM-26, původně s nimi měl letět Francouz Léopold Eyharts, ale po srážce Progresu M-34 s Mirem nebylo možno exprimenty rusko-francouzského programu Pégase uskutečnit. Během sedmi výstupů do vesmíru se Solovjov s kolegy snažil opravit stanici, podařilo se zajistit zásobování stanice elektrickou energií, ne však utěsnit modul Spektr.
V únoru 1999 odešel z armády a proto k 2. únoru i z CPK a jeho oddílu kosmonautů.
Anatolij Solovjov je ženatý, má dva syny.

## Vyznamenání

### Sovětská a ruská vyznamenání
- Hrdina Sovětského svazu – 17. června 1988
- Pilot-kosmonaut Sovětského svazu – 1988 – za uskutečnění kosmického letu na orbitální stanici Mir
- Řád Za zásluhy o vlast II. třídy – 10. dubna 1998 – za odvahu a hrdinství projevené během dlouhodobého kosmického letu dvacáté čtvrté hlavní výpravy do výzkumného komplexu Mir[9]
- Řád Za zásluhy o vlast III. třídy – 5. října 1995 – za odvahu a hrdinství projevené během dlouhodobého kosmického letu[10]
- Leninův řád – 17. června 1988
- Řád Říjnové revoluce – 11. srpna 1990 – za úspěch kosmického letu na orbitální výzkumný komplex Mir, během kterého prokázal odvahu a hrdinství[11]
- Řád přátelství mezi národy – 5. února 1993 – za úspěch kosmického letu na orbitální výzkumný komplex Mir, během kterého prokázal odvahu a hrdinství[12]
- Medaile Za zásluhy při objevování vesmíru – 12. dubna 2011 – za přínos v oblasti výzkumu, vývoje a využití vesmírného prostoru a za mnoho let usilovné práce pro veřejnost[13]

### Zahraniční vyznamenání
- Hrdina Bulharské lidové republiky – 1988
- Řád Georgiho Dimitrova – Bulharsko, 1988
- Řád Stará planina – Bulharsko, 2003
- důstojník Řádu čestné legie – Francie, 1999
- NASA Space Flight Medal – Spojené státy americké, udělena dvakrát